# Walter Van Tilburg Clark
Walter Van Tilburg Clark (Orland, 3 agosto 1909 – Virginia City, 10 novembre 1971) è stato uno scrittore e poeta statunitense.

## Biografia
Nato il 3 agosto 1909 a Orland, ha compiuto gli studi all'Università del Nevada-Reno (B.A. nel 1930 e M.A l'anno successivo) e all'Università del Vermont, dove si è laureato con una tesi sul poeta Robinson Jeffers.
Dopo aver pubblicato alcune raccolte di liriche, ha esordito nella narrativa nel 1940 con il romanzo Alba fatale, grazie al quale ha ottenuto fama nazionale, grazie anche alla trasposizione cinematografica del 1943.
Nel 1945 ha dato alle stampe il secondo romanzo, La città delle foglie tremanti, e nel '49 il terzo, The Track of the Cat, seguito l'anno successivo dalla raccolta di racconti The Watchful Gods and Other Stories. Nel contempo ha ricoperto vari incarichi in numerosi atenei quali Università di Cazenovia e Virginia City High School.
Insignito di un Premio O. Henry nel 1945, è morto di cancro il 10 novembre 1971 a Virginia City.

## Opere

### Poesie
- Christmas Comes to Hjalsen (1930)
- Dawn, Washoe Valley; Big Dusk; Pyramid Lake (1932)
- Ten Women in Gale's House: And Shorter Poems (1932)
- To a Friend with New Shoes (1934)

### Romanzi
- Alba fatale (The Ox-Bow Incident, 1940), traduzione di P.C. Gajani, Collana Gli stranieri n.4, Firenze, Vallecchi, 1964; Milano, Garzanti, 1966; nuova traduzione di Roberto Serrai, Postfazione di Omar Di Monopoli, Collana Classics, Roma, Minimum fax, 2021, ISBN 978-88-3389-248-1.
- La città delle foglie tremanti (The City of Trembling Leaves, 1945), Collana Supercoralli, traduzione di Antonio Ghirelli e Aldo Palumbo, Torino, Einaudi, 1948 - II ed., 1982, ISBN 978-88-065-3504-9.
- The Track of the Cat (1949)

### Raccolte di racconti
- The Watchful Gods and Other Stories (1950)

## Adattamenti cinematografici
- Alba fatale (The Ox-Bow Incident), regia di William A. Wellman (1943)
- La belva (The Track of the Cat), regia di William A. Wellman (1954)

## Adattamenti televisivi
- The Ox-Bow Incident, episodio di The 20th Century-Fox Hour (1955)

## Premi e riconoscimenti
- Premio O. Henry: 1945 vincitore con il racconto The Wind and the Snow of Winter